# Bistum Mindelo
Das Bistum Mindelo (lateinisch Dioecesis Mindelensis) mit Sitz in Mindelo ist ein römisch-katholisches Bistum in Kap Verde. Es hat eine Größe von 2.320 km² und umfasst die nördlichen Kapverden.
Es ist immediat, das heißt keinem Erzbistum, sondern direkt dem Heiligen Stuhl unterstellt.

## Geschichte
Das Bistum wurde am 9. Dezember 2003 aus dem immediaten Bistum Santiago de Cabo Verde herausgelöst. Das neu errichtete Bistum zählte bei seiner Gründung 149.230 Katholiken (95 %) in 14 Pfarreien mit 19 Priestern (davon sieben Diözesanpriester), 17 Ordensbrüdern und 53 Ordensschwestern.
Papst Benedikt XVI. ernannte am 25. Januar 2011 den Fidei-Donum-Priester, Kanzler der Diözese Mindelo und Pfarrer der Pfarrei São Vicente, Augusto dos Santos Lopes Fortes, zum Bischof von Mindelo.

## Bischöfe
- Arlindo Gomes Furtado (2003–2009)
- Ildo Augusto Dos Santos Lopes Fortes (seit 2011)